# Alfa Romeo GT
L'Alfa Romeo GT est un coupé produit par la marque italienne Alfa Romeo de 2003 à 2010. Présentée lors du salon de Genève 2003, elle sera commercialisée au cours de l'été de la même année. Dans la gamme du constructeur, elle reprend le style de la face avant et la quasi-intégralité du tableau de bord de la berline compacte Alfa Romeo 147 mais elle repose sur la plate forme de la berline familiale Alfa Romeo 156, ce qui lui confère une longueur relativement importante pour un coupé.
De fait, elle est clairement présentée comme un vrai véhicule 5 places et non un 2+2, à l'inverse du coupé GTV, qu'elle n'a ainsi pas remplacé (son véritable successeur étant en fait la Brera). Son côté "familiale" est en outre accentué par la présence d'un grand coffre (pour la catégorie) dont l'ouverture se fait par un hayon.
Ses principales concurrentes sont les Peugeot 406 Coupé (produit jusqu'en 2004) et Peugeot 407 Coupé, la BMW Série 3 Coupé et l'Audi A5. Elle leur oppose, entre autres, un très bon rapport qualité/prix, un équipement complet et un design à la fois élégant et sportif, 4 vraies places pour adultes et un grand coffre accessible par le hayon.[réf. nécessaire]

## Motorisations
Toutes les motorisations possèdent 4 soupapes par cylindre, les versions diesel sont dotées d'un turbo à géométrie variable et d'un intercooler, d'une boîte manuelle 6 vitesses et d'un différentiel autobloquant type Torsen (Dispositif Q2) en option. La version essence 2.0L JTS dispose d'une boîte manuelle robotisée nommée "Selespeed" en option.
La production du V6 "Busso" a été arrêtée à l'été 2007, ne répondant plus aux futures normes antipollution Euro 5. L'Alfa Romeo GT est, avec la 156 et la 147 GTA, la dernière de la marque à en être équipée.

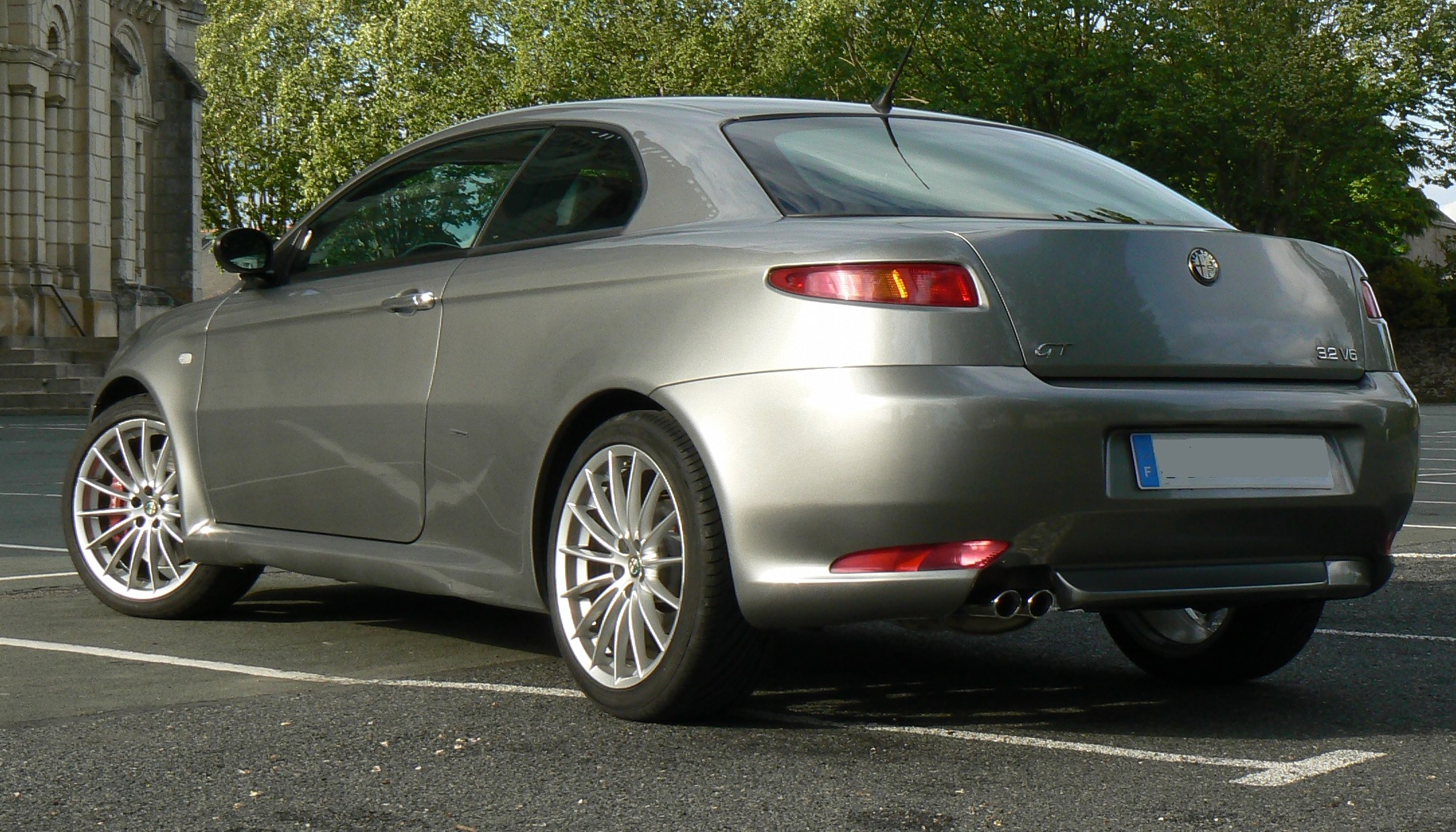

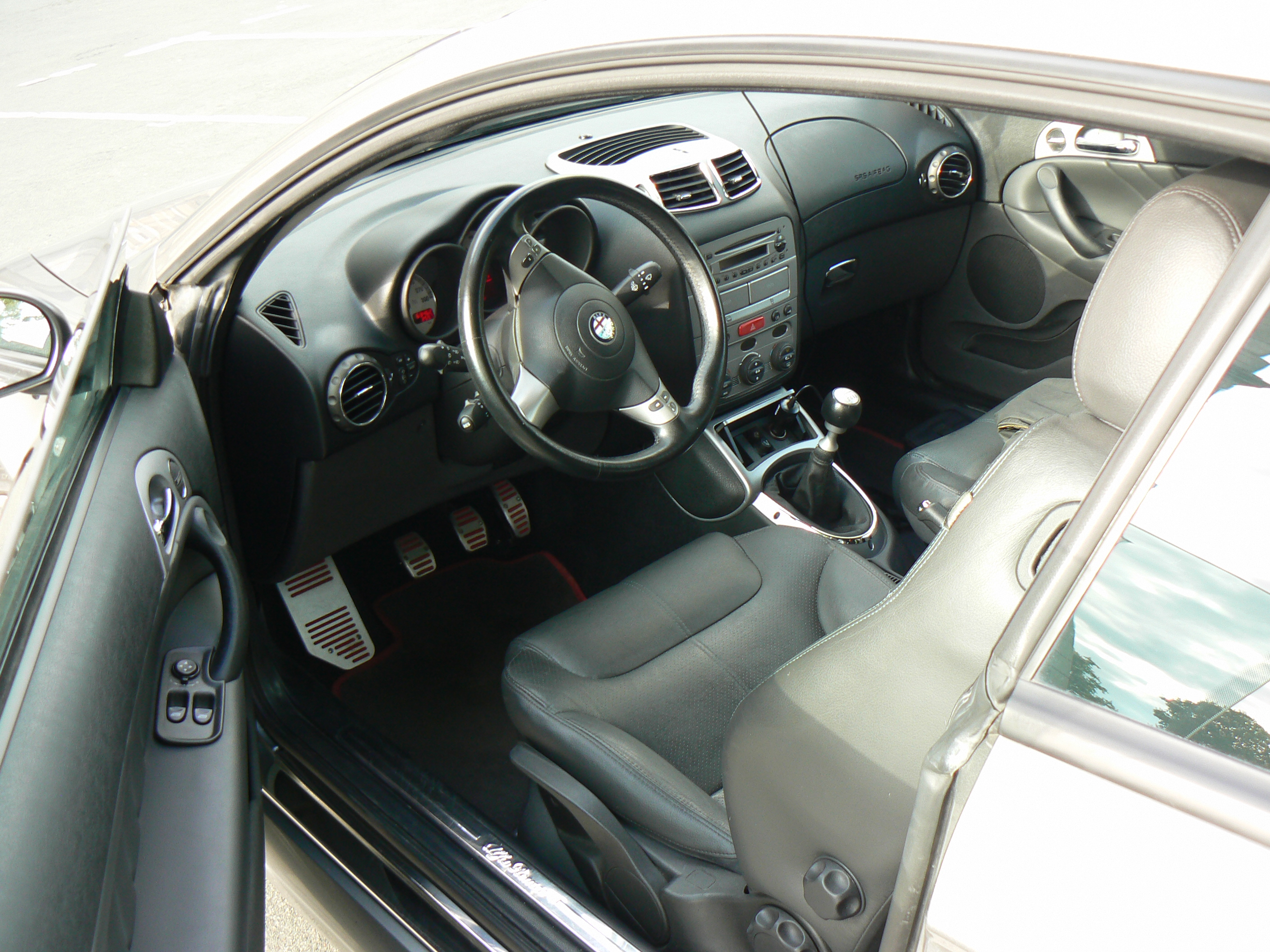

| Appellation commerciale      | 1.8 Twin Spark            | 2.0 JTS                   | 1.9 JTDm 150              | 1.9 JTDm 170              | 3.2 V6                 |
| ---------------------------- | ------------------------- | ------------------------- | ------------------------- | ------------------------- | ---------------------- |
| Énergie                      | Essence                   | Essence                   | Diesel                    | Diesel                    | Essence                |
| Boîte de vitesses            | 5 rapports                | 5 rapports                | 6 rapports                | 6 rapports                | 6 rapports             |
| Cylindres / Soupapes         | 4 cylindres / 16 soupapes | 4 cylindres / 16 soupapes | 4 cylindres / 16 soupapes | 4 cylindres / 16 soupapes | V6 à 60° / 24 soupapes |
| Cylindrée / alésage × course | 1 747 cm3 /               | 1 970 cm3 / 83 × 91       | 1 910 cm3/ 82 × 90        | 1 910 cm3/ 82 × 90        | 3 179 cm3/ 93 × 78     |
| Gestion d'alimentation       | Injection indirecte       | injection directe         | Common rail               | Common rail               | Bosch Motronic         |
| Taux de compression          |                           | 11,3                      | 18                        |                           | 10                     |
| Puissance maxi (ch DIN)      | 140 ch à 6 500 tr/min     | 165 ch à 6 400 tr/min     | 150 ch à 4 000 tr/min     | 170 ch à 3 750 tr/min     | 240 ch à 6 200 tr/min  |
| Puissance maxi (kW DIN)      | 103 kW à 6 500 tr/min     | 122 kW à 6 400 tr/min     | 110 kW à 4 000 tr/min     | 125 kW à 3 750 tr/min     | 176 kW à 6 200 tr/min  |
| Couple maxi (N m)            | 163 N m à 3 900 tr/min    | 206 N m à 3 250 tr/min    | 305 N m à 2 000 tr/min    | 330 N m à 2 000 tr/min    | 300 N m à 4 800 tr/min |

## Alfa GT pour le Japon

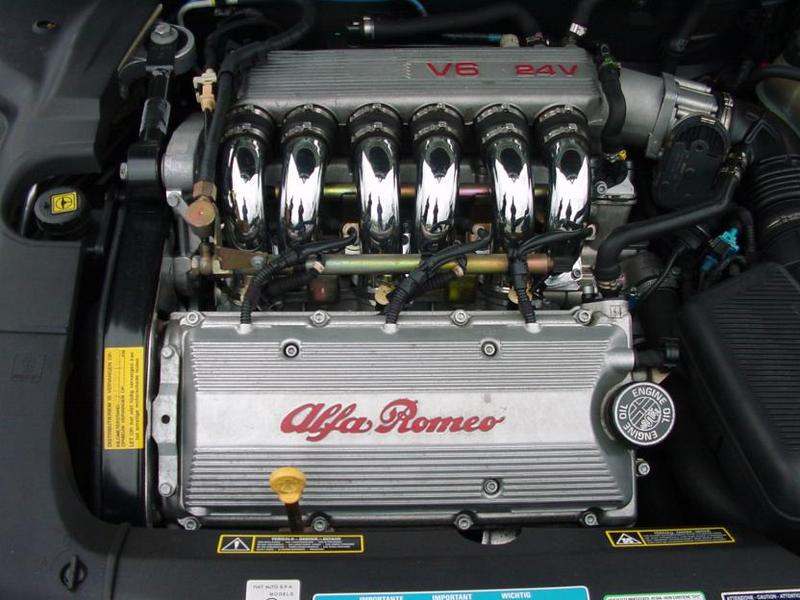
Le 3.2 L V6 développé par Giuseppe Busso ici dans une Alfa Romeo 166

Alors que la production de l'Alfa GT a été arrêtée en aout 2010, une série spéciale Quadrifoglio Oro est lancée spécialement pour le marché japonais le 29 juillet 2010 qui est resté friand de ce modèle. Cette version offre des jantes en alliage de 18 pouces avec des pneumatiques sportifs taille ultra basse Pirelli et des pinces de freins de couleur rouge. La seule couleur disponible pour cette version est le rouge Alfa.

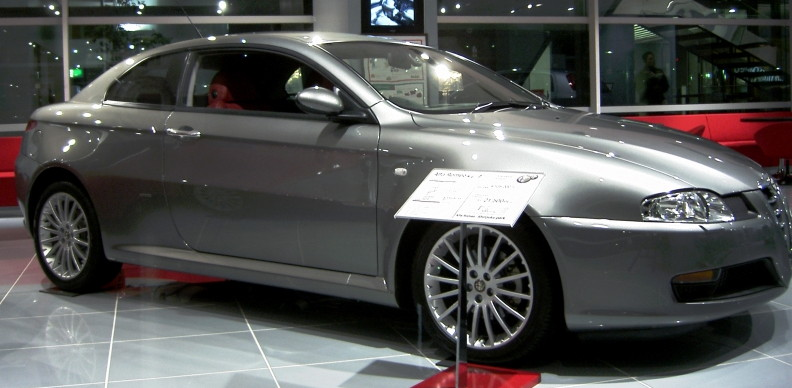

L’équipement de la GT Quadrifoglio Oro est très complet et comprend, entre autres, l'habillage cuir de l'habitacle, l'instrumentation de couleur rouge et le pédalier en aluminium.
L’Alfa Romeo GT Quadrifoglio Oro n'est disponible qu'avec le moteur essence 2.0 JTS de 166 ch (conforme aux normes japonaises) et avec une boîte de vitesses Selespeed à 5 rapports. La voiture est vendue 3 850 000 yens - soit 33 900 euros - au titre d'une série limitée.

## L'Alfa Romeo GT dans le monde des jeux vidéo
- SCAR-Squadra Corse Alfa Romeo / Alfa Romeo Racing Italiano (2004)
- Gran Turismo 4 (2004)
- Test Drive Unlimited (2006)
- Gran Turismo PSP (2009)
- Gran Turismo 5 (2010)
- Gran Turismo 6 (2013)